# المناظرات الرئاسية الأمريكية 2016
كانت المناظرات الرئاسية الأمريكية لعام 2016 سلسلة من المناظرات في إطار الانتخابات الرئاسية.
نظمت لجنة المناظرات الرئاسية (سي بّي دي)، وهي منظمة ثنائية الحزب أُنشئت في عام 1987، ثلاث مناظرات بين المرشحين الرئيسيين للرئاسة. جرت أولى هذه المناظرات الرئاسية في يوم 26 سبتمبر 2016، وسجلت رقمًا قياسيًا باعتبارها المناظرة الأكثر مشاهدة في التاريخ الأمريكي، إذ شاهدها 84 مليون مشاهد. جرت المناظرة الثانية في يوم 9 أكتوبر، والثالثة في يوم 19 أكتوبر. جرت جميع المناظرات منذ الساعة التاسعة مساءً تقريبًا إلى الساعة العاشرة والنصف مساءً بتوقيت المنطقة الزمنية الشرقية (منذ الساعة السادسة مساءً إلى الساعة السابعة والنصف مساءً بتوقيت منطقة المحيط الهادئ). لم يستوفِ معايير الإدراج في المناظرات سوى المرشحة الديمقراطية هيلاري كلينتون والمرشح الجمهوري دونالد ترامب، وبالتالي كانا الوحيدين اللذين ظهرا في المناظرات التي ترعاها لجنة المناظرات الرئاسية. جرت مناظرة نائب الرئيس برعاية لجنة المناظرات الرئاسية في 4 أكتوبر 2016. لم يظهر في هذه المناظرة سوى المرشح الديمقراطي تيم كاين والمرشح الجمهوري مايك بينس.

## المناظرات التي ترعاها لجنة المناظرات الرئاسية
تنص اللجنة المعنية بالمناظرات الرئاسية على ثلاثة معايير لأهلية المناظرات الرئاسية: الأهلية الدستورية للعمل كرئيس، والحصول على عدد كاف من الأصوات يصل إلى 270 صوتًا انتخابيًا، والحصول على متوسط لا يقل عن 15% في خمسة استطلاعات وطنية مختارة. في ما يتعلق بمناظرة نائب الرئيس، ستوجه الدعوة إلى نواب الرئيس المؤهلين لإجراء أول مناظرة رئاسية. بحلول منتصف شهر سبتمبر كانت هيلاري كلينتون، ودونالد ترامب، وجاري جونسون، وجيل شتاين قد حصلوا على عدد كاف من الأصوات للوصول إلى 270 صوتًا انتخابيًا. رغم ذلك، فإن كلينتون وترامب هما الوحيدان اللذان بلغا عتبة الاستطلاعات الوطنية البالغة 15%. في أغسطس 2016، حصل جونسون وشتاين في استطلاع الرأي على 13% و7% على التوالي، وبلغ المتوسط 8.3% و3% على التوالي. 
في 15 أغسطس، أعلن لجنة المناظرات الرئاسية أنها ستستخدم أحدث استطلاعات الرأي، مثل استطلاع رأي سي بي إس/ نيويورك تايمز، وفوكس نيوز، وسي إن إن/أوبن ريسرش كوربراشن، وإن بي سي/وول ستريت جورنال، وأيه بي سي/واشنطن بوست، وذلك من أجل معايير المناقشة، وأنه يجب حصول المرشحون على متوسط 15% في هذه الاستطلاعات. 
في 16 سبتمبر، أعلنت اللجنة الدعوة الرسمية، لكل من كلينتون وترامب، من أجل المشاركة في المناظرة الأولى، لتنعقد في 26 سبتمبر في جامعة هوفسترا، وعن عدم استيفاء جونسون وشتاين للمعايير المحددة، وعدم مشاركتهما في المناظرة. أكدت اللجنة أيضًا أن كلينتون وترامب التزما بالمشاركة. أُعلن أيضًا أن مايك بينس وتيم كاين سيشاركان في المناظرة الوحيدة المقررة لنائب الرئيس، والتي انعقدت لاحقًا في جامعة لونجوود في 4 أكتوبر. سيُعاد تطبيق عتبة الاستطلاعات الوطنية، البالغة 15%، عبر أرقام الاقتراع، وذلك بعد المناظرة الأولى، من أجل الحكم على المشاركين في المناظرة الثانية، والتي جرت لاحقًا في 9 أكتوبر.
أُعلن عن منسقي المناظرات الأربع في 2 سبتمبر 2016.

### الموضوعات المتناولة وغير المتناولة
على مدى الساعات الست مجتمعة، من وقت المناظرة في المناظرات الرئاسية الثلاث ومناظرة نائب الرئيس، كانت المسائل الأكثر إثارة في أسئلة المنسقين هي الحرب الأهلية السورية (ستة أسئلة) والإرهاب (أربعة أسئلة). طُرحت قضايا مثل  العلاقات الروسية الأمريكية، والهجرة، وتوفير فرص العمل، والضرائب المفروضة على ترامب، وتسجيل ترامب البذيء المثير الجدل؛ من خلال ثلاثة أسئلة، وكانت رسائل البريد الإلكتروني لكلينتون، والمحكمة العليا، والضمان الاجتماعي، والضرائب المفروضة على الأثرياء، والديون الوطنية، والعراق، وقانون الرعاية الميسورة التكاليف، و«توحيد البلاد»، والأسلحة النووية، وشرعية الانتخابات، موضوع سؤالين. كان عدد من القضايا موضوع سؤال واحد، بما في ذلك التوقعات المتعلقة بسلوك الشرطة، والعلاقات بين الأعراق، والإجهاض، وسياسة امتلاك الأسلحة النارية، ونظريات المؤامرة حول جنسية باراك أوباما، والوظائف في صناعة الطاقة، والإرهاب الإلكتروني، والإسلاموفوبيا، ومؤسسة كلينتون، ومؤسسة دونالد جيه. ترامب، ونقاط القوة لدى معارضي المرشحين، ومهارات المرشحين لمنصب نائب الرئيس، وثقة المرشح، وانخفاض معدلات التأييد لكلا المرشحين، والخطابات المدفوعة التي ألقتها كلينتون، ومشاركات ترامب على تويتر، وعبارة «سلة الأشياء القذرة» التي أدلت بها كلينتون، و«مظهر» كلينتون، وسلوكيات المرشحين.
لم يوجه مديرو المناظرات أي سؤال عن تغير المناخ في أي من المناظرات الثلاث، رغم أن كلينتون تناولت هذه القضية مرتين كجزء من الردود على أسئلة أخرى. أثار فشل مديري المناظرات في معالجة القضية شكاوى المحللين. وصف دايفيد ليونهاردت من صحيفة نيويورك تايمز الأمر بأنه «فشل للصحافة» و«خطأ فادح». انتقد عالِما المناخ البارزان كيري إيمانويل ومايكل مان، بالإضافة لنشطاء مجموعة 350.org، فشل المناظرات في معالجة المسألة. 
يوجد عدد من المسائل الأخرى التي إما عولجت معالجة مقتضبة أو لم تُعالج على الإطلاق:
- في ما يتعلق بقضايا الأمن القومي، جاءت الإشارة الوحيدة لأفغانستان، أطول حرب للولايات المتحدة، في إشارة من كلينتون ردًا على سؤال حول حلف شمال الأطلنطي في المناظرة الأولى. أُشير بإيجاز، نحو ست مرات، في المناظرات الرئاسية الثلاث، إلى قدامى المحاربين ووزارة شؤون المحاربين القدامى، ولكن «لم يُذكروا قط في سياق مقترحات رئيسية تتعلق بالسياسات أو الإصلاح».[15]
- في ما يتعلق بالسياسة الخارجية، لم تُعالج عدد من القضايا من قبل أي مرشح أو أي من مديري المناظرات ، بما في ذلك أفريقيا، والعلاقات بين الولايات المتحدة وكوبا، وخط النقاط التسع للصين، وأمريكا الجنوبية، ومصر، وحرب الطائرات بدون طيار.[16]
- في ما يتعلق بالسياسة الداخلية، تشمل القضايا التي لم يذكرها أي من المرشحين في أي مناقشة: تعميم التعليم قبل الروضة، والتمييز الإيجابي، وعقوبة الإعدام، ووكالة الأمن القومي الأمريكية، وقانون باتريوت آكت، والماريجوانا، والمدارس الخاصة، والقرار المؤجل للواصلين أطفالًا أو دريمارز.[16]
- في ما يتعلق بالقضايا الاقتصادية، تتضمن القضايا التي لم يذكرها أي من المرشحين في أي مناظرة: اقتطاع الميزانية، وضريبة الأرباح الرأسمالية، والإجازات مدفوعة الأجر، والتنقيب عن النفط والتصديع المائي، وراتب التقاعد، والنقابات العمالية.[16]
- في ما يتعلق بالهجمات الإلكترونية الروسية على الولايات المتحدة والنفوذ على الانتخابات، لم تُطرح أي أسئلة، ولكن خلال المناقشة الثالثة كشفت كلينتون عن معرفتها بالأحداث وراء الكواليس، والتي قالت إنها حدثت لأن بوتين يفضل ترامب، الذي وصفته بأنه «دمية». رفض ترامب بشدة هذا الوصف.[17]